# Catalogul Henry Draper
Catalogul Henry Draper (HD) este un catalog astronomic care grupează date astrometrice și fotometrice pentru peste 225.000 stele.
Acest catalog a fost publicat între anii 1918 și 1924.
A fost compilat de  Annie Jump Cannon și colegii săi de la Harvard College Observatory, sub conducerea lui Edward Charles Pickering și a fost denumit în onoarea lui Henry Draper a cărui văduvă a finanțat efortul. 
Stelele cuprinse în acest catalog sunt de la magnitudinea mijlocie, până la 9 sau 10m (în jur de 50 de ori mai puțin luminoase decât cele mai slab vizibile cu ochiul liber); adică stele mijlocii pentru un telescop  de amator și stele strălucitoare văzute printr-un instrument profesionist.
Catalogul acoperă totalitatea bolții cerești și are particularitatea de a fi primul care a repertoriat tipurile spectrale ale stelelor pe o scara largă. 
Numerele HD sunt frecvent utilizate în zilele noastre atunci când steaua nu are o denumire Bayer sau o denumire Flamsteed. Stelele 1 – 225300 se află în catalogul original și sunt în ordinea ascensiei drepte crescătoare pentru epoca J1900.0. Stelele 225301 – 359083 sunt în suplimentul publicat în 1949. Acestea din urmă pot fi desemnate HDE (Henry Draper Extension), însă se folosește totuși adesea HD, întrucât nu există niciun risc de confuzie.

## Exemple
- HD 48915 corespunde lui Sirius (α Canis Maioris), cea mai strălucitoare stea de pe cerul nocturn.
- HD 45348 corespunde lui Canopus (α Carinae), a doua cea mai strălucitoare stea de pe cerul nocturn.
- HD 95735 corespunde lui Lalande 21185, a patra cea mai apropiată stea de Sistemul Solar.
- HD 155358 este o stea pitică galbenă, situată în constelația Hercule cu două planete extrasolare .
- HDE 269810, situată în Marele Nor al lui Magellan este una dintre cele mai masive stele cunoscute.

## Veziși
- Ascensie dreaptă
- Declinație
- Denumirea stelelor